# Roßleben
Roßleben è una frazione (Ortsteil) della città tedesca di Roßleben-Wiehe.

## Storia
Il 1º gennaio 2019 la città di Roßleben venne fusa con la città di Wiehe e con i comuni di Donndorf e Nausitz, formando la nuova città di Roßleben-Wiehe.